# Албанія на літніх Олімпійських іграх 1992
Албанія на літніх Олімпійських іграх 1992 року, які проходили в іспанському місті Барселона, була представлена 7 спортсменами (5 чоловіками і 2 жінками) у 4 видах спорту — легка атлетика, плавання, стрільба і важка атлетика. Прапороносцем на церемонії відкриття Олімпійських ігор був стрілець Крісто Робо.
Албанія вдруге взяла участь у літніх Олімпійських іграх. Албанські спортсмени не завоювали жодної медалі.

## Важка атлетика
| Спортсмен      | Дисципліна | Ривок (kg) | Поштовх (кг) | Разом (кг) | Місце |
| -------------- | ---------- | ---------- | ------------ | ---------- | ----- |
| Сокол Бішанаку | до 67,5 кг | 125        | 157.5        | 282.5      | 13    |
| Фатмір Буші    | до 67,5 кг | 130        | 160          | 290        | 11    |
| Деде Декай     | до 100 кг  | 162.5      | 217.5        | 380        | 9     |

## Легка атлетика
Семиборство, жінки
| Спортсмен      | Дисципліна | 100б  | СВ | МЯ    | 200 м | СД   | МС            | 800 м         | Фінал         | Місце         |
| -------------- | ---------- | ----- | -- | ----- | ----- | ---- | ------------- | ------------- | ------------- | ------------- |
| Альма Кераміші | Результат  | 15.90 | NM | 10.70 | 27.81 | 4.99 | не стартувала | не стартувала | не фінішувала | не фінішувала |
| Альма Кераміші | Бали       | 727   | 0  | 575   | 646   | 557  | не стартувала | не стартувала | не фінішувала | не фінішувала |

## Плавання
| Спортсмен    | Дисципліна           | Раунд              | Час     | Місце | Прим.               |
| ------------ | -------------------- | ------------------ | ------- | ----- | ------------------- |
| Франк Лескай | 50 м вільним стилем  | Відбірковий заплив | 24.72   | 50    | не пройшов у фінали |
| Франк Лескай | 100 м вільним стилем | Відбірковий заплив | 55.50   | 62    | не пройшов у фінали |
| Франк Лескай | 100 м брасом         | Відбірковий заплив | 1:14.28 | 56    | не пройшов у фінали |

## Стрільба
| Спортсмен      | Дисципліна                               | Кваліфікація | Кваліфікація | Фінал      | Фінал      | Місце |
| Спортсмен      | Дисципліна                               | Бали         | Місце        | Бали       | Місце      | Місце |
| -------------- | ---------------------------------------- | ------------ | ------------ | ---------- | ---------- | ----- |
| Крісто Робо    | швидкострільний пістолет, 25 м, чоловіки | 565          | 30           | не пройшов | не пройшов | 30    |
| Енкелейда Шегу | пістолет, 25 м, жінки                    | 575          | 14           | не пройшли | не пройшли | 14    |